# Акустика
Аку́стика (от греч. ἀκούω (аку́о) — слышу) — в узком смысле слова — учение о звуке, то есть о волнах плотности в газах, жидкостях и в твёрдых телах, слышимых человеческим ухом (диапазон от 16 Гц до 20 кГц), а в широком смысле — область физики, изучающая свойства упругих колебаний и волн от низких частот (условно от 0 Гц) до предельно высоких частот 1012—1013 Гц, их взаимодействия с веществом и применение полученных знаний для решения широкого круга инженерных проблем. Термином «акустика» сейчас также часто характеризуют систему звуковоспроизводящей аппаратуры.

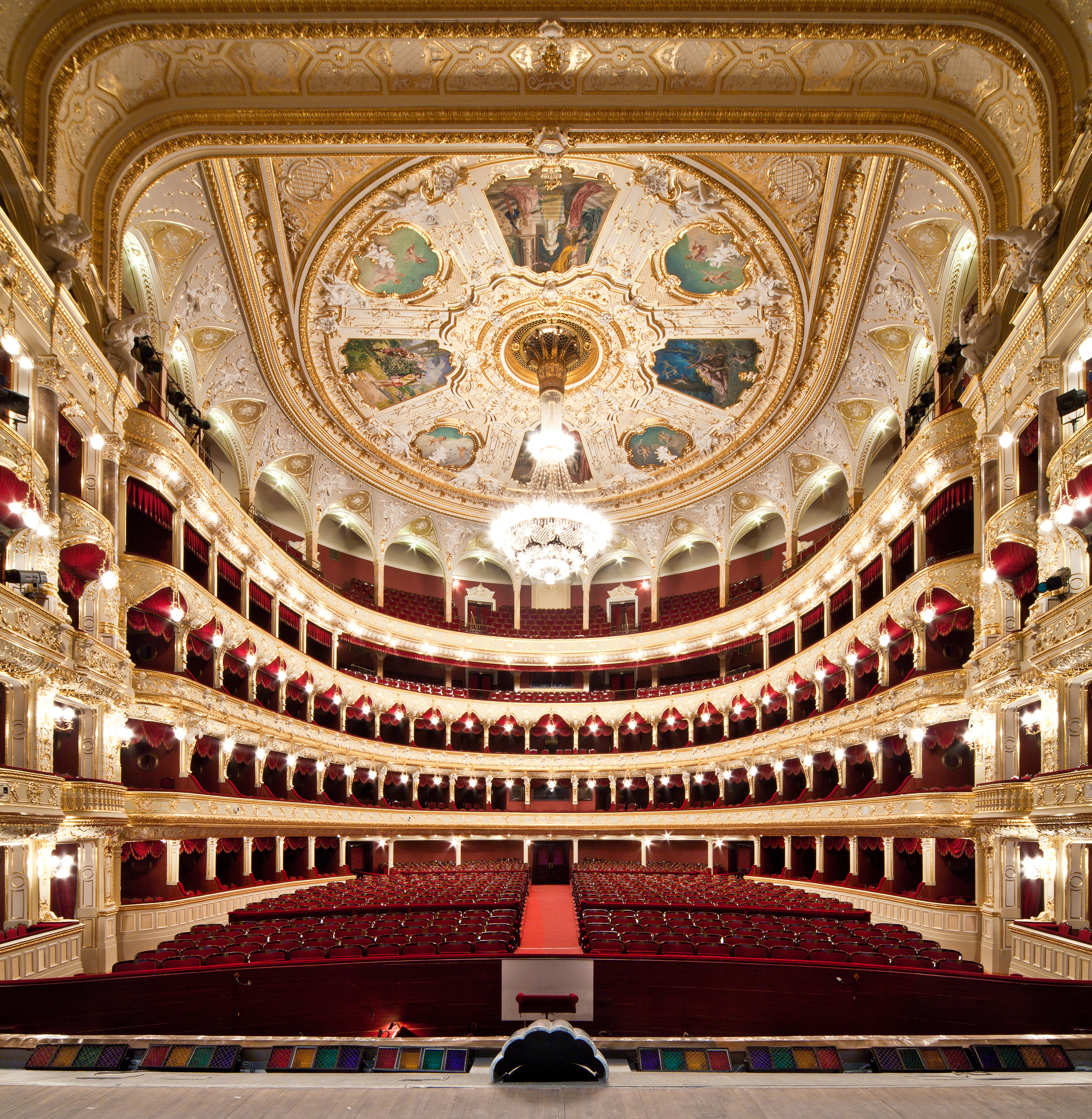
Одесская опера. Оркестровая яма используется для лучшего направления в зрительный зал звукового потока

Знание закономерностей генерации акустических волн, их распространения в разных средах имеют значение практически во всех областях человеческой деятельности. Для общей характеристики роли акустики в современном мире очень удачным является созданное учёным-акустиком Робертом Линдси (Robert Bruce Lindsay) графическое изображение, известное как «колесо акустики Линдси». В нём выделены четыре области человеческой активности, в которых акустические знания имеют важное значение: науки о жизни, науки о Земле, искусство, техника. Центральное место в этой диаграмме занимают основополагающие исследования в акустике, которые объединены общим названием — физическая акустика.

## История
Содержательный анализ истории формирования акустики как научной дисциплины представлены во многих работах разных авторов. Относительно короткое описание истории становления акустики представлено в работе акустика Р. Б. Линдси. Формирование акустики как важного раздела современной физики началось задолго до начала письменной истории. Понимание того, что звук возникает при биении предмета о предмет и колебаниях различных тел, является одним из древнейших элементов в формировании научной картины мира. Важным этапом в развитии акустики было возникновение музыки. Некоторые археологические находки указывают на изготовление человеком флейты из кости с боковыми отверстиями около сорока тысяч лет назад. Считают, что первые научные исследования природы музыкальных звуков были проведены греческим философом Пифагором в VI веке до нашей эры. Его исследования связаны с изучением звуков, возникающих при колебании струн. Им была установлена зависимость между длиной струны и высотой тона. В школе Пифагора были определены количественные соотношения между частотами приятных для слуха звуков, которые были внесены в общие философские схемы гармонии в мире. Важные наблюдения относительно источников музыкальных звуков зафиксированы в Китае. Почти за две тысячи лет до нашей эры здесь была изготовлена система источников звука, которая отвечала за разделение октавы на двенадцать интервалов. Первые акустические рекомендации при строительстве жилья содержались в Ветхом Завете.
Исследование особенностей восприятия музыки слушателями подтолкнуло поиск ответов на определённые вопросы, касающиеся физики звука. Так, Аристотель высказал достаточно чёткое утверждение относительно процесса распространения звука как передачи состояния сжатия-растяжения от одной частицы воздуха к другой. Ему принадлежат также содержательные соображения относительно природы человеческого голоса. Однако он же высказывал ошибочное утверждение о том, что высокочастотные звуки распространяются быстрее, чем низкочастотные.
Начало нашей эры характеризуется новым пониманием таких акустических явлений, как интерференция, отражение звука, эхо. На основе знания об этих явлениях формировались рекомендации для строительства античных театров, относительно акустических свойств которых сейчас распространено много легенд. В наше время выполнен детальный анализ акустических свойств раскопанного археологами в 1881 г. театра в Эпидавре, вмещавшего до 15 000 зрителей. Исследования показали, что архитектура театра формировала определённый акустический фильтр, который препятствовал распространению низкочастотных составляющих звука (основные компоненты постороннего шума) и способствовал распространению высокочастотных составляющих. Сейчас среди акустиков высказывается мнение, что такая акустическая модель была случайной и, следовательно, повторялась при сооружении других театров. Научная основа архитектурной акустики была создана только в начале двадцатого века.
Оценка роли пифагорейцев в разных источниках различается и порой базируется на мифах, а не реальных свидетельствах. Формирование современных представлений об особенностях колебательных процессов началось в работах Галилея. Им выполнен значительный объём исследований по определению связи между физическими и геометрическими параметрами струн и характеристиками звуков, возникающих в случае их колебания. Им обнаружено явление изохронизма (независимости периода колебаний маятника от амплитуды колебаний), хотя он ошибочно считал, что это явление имеет место при любых значениях амплитуд. Он также обнаружил явление резонанса. Конец шестнадцатого и начало семнадцатого столетия знаменует период значительного интереса к вопросам колебания струн. Кроме Галилея, исследования проводились и другими исследователями, которые иногда своими публикациями опережали его. Существенные достижения в определении связи между частотой и высотой тона были получены французским учёным Ж. Совёром. Он ввёл в 1701 г. термин акустика. Также он использовал термины узловые точки и гармонические тона.
Как и в отношении других разделов физики, можно сказать, что с обнародованием ньютоновских «Начал» началась новая эра в развитии акустики. Исследования проводились на основе новых методологических основ по поиску научных результатов и их объяснения.
Большое значение для дальнейшего развития математических методов исследований в акустике имел спор о струне, в котором приняли участие Д. Бернулли, Д’Аламбер, Леонард Эйлер и Лагранж. Предметом дискуссии были два решения волнового уравнения для струны — решение Д’Аламбера в виде бегущих волн и решение Бернулли в виде суперпозиции стоячих волн. Эйлер отрицал возможность представить любую функцию в виде ряда тригонометрических функций. Дискуссия частично была связана с тем, что её участники в то время не знали техники вычисления коэффициентов разложения тригонометрических рядов. Обоснование решения Бернулли было получено лишь Фурье. Дискуссия сыграла значительную роль в развитии методов решения не только задач акустики, но и математической физики в целом.
Определённым итогом развития акустики в XVIII веке можно считать появление первой монографии по акустике, автором которой был выдающийся экспериментатор Э. Хладни. Первое издание этой книги вышло в 1802 году. Многие из представленных в ней наблюдений нашли научное объяснение значительно позже. Сама книга выглядит несколько специфично. В ней нет ни одной формулы, без которых в дальнейшем в акустике уже невозможно обойтись. Использование математического моделирования на основе точно определённых физических понятий стало мощным средством получения новых знаний в акустике благодаря трудам Эйлера, Лагранжа, Д’Аламбера и Д. Бернулли. Итогом процесса стало более быстрое развитие акустических исследований в XIX веке и вышедшее в печать (1877—1878 гг.) двухтомное издание «Теория звука» лорда Рэлея (существует в русском переводе), которое стало важным источником для изучения акустики.
Активная исследовательская деятельность многих учёных в XIX и XX веках сформировала современную акустику как науку, охватывающую широкий спектр явлений, связанных с созданием, распространением волн и взаимодействием их со средой. Акустика разделилась на отдельные научные и инженерные дисциплины. Исторические исследования тоже стали сосредотачиваться на отдельных дисциплинах. Подробный исторический анализ часто порождает издания большого объёма. Так, анализ истории развития российской гидроакустики занял более тысячи страниц. Краткий анализ исторических фактов в развитии современной акустики по разным направлениям содержится в акустической энциклопедии.

### Определение скорости звука
Представление о конечной величине скорости звука на основе наблюдения за явлением эха и задержки появления звука после выстрела из пушки сформировалось достаточно давно. История определения величины скорости звука в воздухе оказалась достаточно длинной. Относительно того, кто был пионером в измерении скорости звука, в литературе есть определённые разногласия. Называются фамилии Гассенди и Мерсенна. Оба исследователя анализировали выстрел пушки, фиксируя интервал времени после набата во время выстрела и время прихода звука. По данным Гассенди скорость составляла 478 м/c. Морен получил несколько более точную оценку — 450 м/c. Сравнение наблюдений за выстрелами пушки и ружья давали возможность Гассенди сделать вывод о независимости скорости звука от частоты. Серия тщательно организованных опытов по измерению скорости звука была проведена во Флорентийской академии опыта (Академия дель Чименто) до 1660 года. Измеренная по звуку от пушки на расстоянии в одну милю скорость звука оказалась равной 1077 фут/с (1 метр равен 3,07843 парижских футов). Полученная оценка скорости 350 м/c оставалась эталоном для экспериментаторов больше века. Такие измерения не учитывали изменение состояния атмосферы (температуру, давление, влажность, скорость ветра). Изучение влияния этих факторов началось лишь в XIX веке.
Исследования скорости звука в воздухе начали интенсивно развиваться после того, как И. Ньютон в своих «Началах» (1687 г.) привёл теоретически полученное значение этой величины. Этим были стимулированы многие новые эксперименты. Интрига заключалась в том, что приведённая Ньютоном величина была меньше экспериментальных данных на 20 %. В последующих изданиях своих «Начал» Ньютон конструировал сложные модели воздуха, безуспешно пытаясь устранить разницу теоретического и экспериментального значения. Оценивая ситуацию, Лагранж пессимистично заметил, что верное определение скорости звука не под силу современной ему науке. После нескольких попыток получить корректную оценку скорости звука свою неудачу в 1759 году признал и Л. Эйлер. Много сопутствующих деталей относительно истории определения скорости звука приведены в статье-исследовании Б.Финна. В заголовок статьи вынесено имя Лапласа, который в 1827 году выяснил причину расхождения и установил корректное теоретическое значение скорости звука в воздухе. Причина заключалась в том, что Ньютон считал процесс распространения звука изотермическим (температура частиц воздуха остаётся неизменной при распространении звуковой волны). Однако в действительности это не так. По подсчётам, для звуков, возникающих при разговоре, изменение температуры воздуха в звуковой волне составляет миллионную долю градуса Цельсия. Но именно такие изменения обусловливают указанное выше расхождение между значениями скорости звука. Дальнейшие этапы оценки скорости звука можно найти в работе В. Меркулова.

## Основные математические модели акустики
Построение математических моделей для исследования волновых и колебательных процессов в газах, жидкостях и твёрдых деформированных телах осуществляется по общепринятой в физике схеме. На первом этапе формируется модель среды, в которой планируется изучать акустические процессы. Формируется система параметров, изображающих состояние этой модельной среды. В терминах этих параметров записываются законы сохранения (количества движения, момента количества движения, энергии и другие). Эти соотношения являются важной составляющей математической модели процесса. Однако в таких соотношениях количество неизвестных превышает количество уравнений (формируется незамкнутая система). Чтобы получить замкнутую систему, надо ввести дополнительные соотношения, задавая физические свойства среды в виде определённых связей между параметрами, изображающих состояние системы. Это может быть, например, соотношение между плотностью и давлением, которое используется при моделировании жидкости или газа как идеальной сжимаемой среды. Часто акустическую среду можно моделировать как сплошную. Для такого случая все детали процесса математического моделирования обсуждаются в специальной литературе.
Многие задачи акустики удаётся решить, используя модель идеальной сжимаемой жидкости. В этом случае изменение состояния среды, в которой распространяется возмущение, описывается тремя физическими величинами — давлением {\displaystyle p(x,y,z,t)}, вектором скорости частиц среды — {\displaystyle {\vec {v}}(x,y,z,t)} и функцией {\displaystyle s(x,y,z,t)={\frac {\rho (x,y,z,t)-\rho _{0}}{\rho _{0}}}}, которая характеризует изменение плотности среды при прохождении волны. Здесь {\displaystyle \rho _{0}} — это начальная плотность невозмущённой среды. Второй физической характеристикой среды является объёмный модуль упругости {\displaystyle \chi }. После введения этой величины можно записать уравнение состояния для идеальной жидкости в виде {\displaystyle p=\chi s}. Это простейшее уравнение, связывающее значение давления и изменения плотности среды. Более сложные зависимости рассмотрены ниже в разделе «Нелинейная акустика».

Значение характеристики {\displaystyle \chi } зависит от характера процесса деформации. Поэтому в физике различают модули упругости для адиабатического и изотермического процессов. Для воздуха адиабатический модуль упругости в 1,4 раза больше, чем изотермический. Основное уравнение акустики идеальной жидкости является одним из видов волнового уравнения и часто записывается в одной из двух форм: или относительно функции потенциала скорости {\displaystyle \varphi (x,y,z,t)}, или относительно функции давления {\displaystyle p(x,y,z,t)}. В инвариантной форме это уравнение имеет вид
| {\displaystyle \Delta \varphi ={\frac {1}{c^{2}}}{\frac {\partial ^{2}\varphi }{\partial t^{2}}}}. |

 Здесь {\displaystyle \Delta ={\frac {\partial ^{2}}{\partial x^{2}}}+{\frac {\partial ^{2}}{\partial y^{2}}}+{\frac {\partial ^{2}}{\partial z^{2}}}} — дифференциальный оператор, известный как оператор Лапласа. Если известно выражение для функции потенциала {\displaystyle \varphi (x,y,z,t)}, величины скорости частиц среды и давления вычисляются по формулам {\displaystyle {\vec {v}}(x,y,z,t)=-\nabla \varphi ,\,\,\,p(x,y,z,t)=\rho _{0}{\frac {\partial \varphi }{\partial t}}}. Во многих случаях для решения прикладных задач используют модель идеальной неоднородной жидкости, когда невозмущённая плотность и модуль объёмной упругости считаются функциями координат. Именно такую модель нужно использовать для изучения акустических явлений в океане; пространственное изменение указанных параметров играет важную роль при формировании звуковых полей.
При описании волновых процессов в твёрдых деформированных телах часто используется модель идеального упругого тела. В таких телах при распространении возмущений возникают не только деформации растяжения-сжатия, как в идеальной жидкости, но и деформации изменения формы. Тогда говорят, что в упругом теле могут распространяться продольные и поперечные волны. Такое название связано с тем, что в случае плоской волны, для волн первого типа, вектор скорости частиц среды параллелен направлению распространения волны, а для второго — перпендикулярен. Скорости распространения этих двух типов волн, вообще говоря, существенно различаются.
Физические свойства идеально упругого тела определяются тремя величинами: плотностью {\displaystyle \rho }, модулем упругости (модулем Юнга) {\displaystyle E} и коэффициентом Пуассона {\displaystyle \nu }. Часто вместо модуля упругости и коэффициента Пуассона используют две другие величины — параметры Ламе {\displaystyle \lambda ,\mu }, связанные с модулем упругости и коэффициентом Пуассона соотношениями {\displaystyle \lambda ={\frac {\nu E}{(1+\nu )(1-2\nu )}}} и {\displaystyle \mu ={\frac {E}{2(1+\nu )}}}.

Напряжённое состояние упругого тела характеризуется тензором напряжений. Деформации элементарного объёма описывают тензором деформаций. Уравнения состояния идеально упругого тела задаются законом Гука, которым устанавливается связь между компонентами тензоров напряжений и деформаций. С учётом этого закона записывается соотношение второго закона Ньютона для элементарного объёма упругого тела. С использованием дифференциальных операторов градиента, ротора и дивергенции это соотношение принимает вид
| {\displaystyle (\lambda +2\mu )\operatorname {grad} \operatorname {div} {\vec {u}}-\operatorname {rot} \operatorname {rot} {\vec {u}}=\rho {\frac {\partial ^{2}{\vec {u}}}{\partial t^{2}}}}. |

Особенно важную роль в создании источников звука в гидроакустических приборах, устройствах неразрушающего контроля, разного рода акустических сенсорах, в ультразвуковой технике играют материалы, которые проявляют пьезоэффект. С их помощью создаются устройства, преобразующие электрические колебания в механические (обратный пьезоэффект), либо генерирующие электрические заряды посредством механических деформаций (прямой пьезоэффект). Эти материалы часто работают в таких условиях, которые могут рассматриваться как идеально упругие. Однако уравнения состояния таких материалов связывают механические напряжения с деформациями и характеристиками электрических полей и имеют достаточно сложный вид. Кроме того, в таких материалах механические свойства зависят от направления деформации (анизотропии), что также усложняет форму соотношений в уравнениях состояния. Полное описание уравнений состояния и примеры решения задач динамического деформирования элементов конструкций из таких материалов приведены в.

## Физическая акустика
Физическая акустика — часть акустики, рассматривающая взаимодействие акустических волн с твёрдыми, жидкими и газообразными средами на макро- и микроуровнях. В рамках физической акустики выделяются два вида задач. По формулировке соответствующих математических моделей и целей исследования звуковых полей их можно разделить на прямые и обратные задачи. В прямых задачах считают известными свойства вещества, в котором распространяются звуковые возмущения. Вопрос ставится об изучении влияния свойств среды (упругого тела, газа, жидкости, кристаллической решётки) на свойства волн. В задачах обратных целью исследования является поиск информации о внутренних свойствах среды, в которой распространяется звук, по свойствам звука, которые удаётся наблюдать.

## Основные разделы акустики

Колесо акустики Линдси, который показывает разделы акустики

На «колесе акустики» Линдси приведены десять основных направлений научной и инженерной деятельности в акустике. Эта диаграмма была создана в 1964 году. Акустика как раздел физики находится в постоянном развитии. С тех пор в ней сформировались новые направления, в рамках которых интенсивно ведутся фундаментальные и прикладные исследования, результаты которых являются основой для создания действительно революционных технологий. В этом разделе приведём краткие характеристики основных направлений, определяющих лицо современной акустики.

### Физиологическая и психологическая акустика
В процессе восприятия звука человеком можно выделить три этапа. Прежде всего, энергия звукового сигнала, достигающая головы, должна быть трансформирована в энергию механических колебаний элементов внутреннего уха. Затем механические колебания должны быть преобразованы в нервные импульсы, которые передаются в мозг. И наконец, переданный в мозг сигнал анализируется центральной нервной системой для оценки полученной информации. Процессы, происходящие на первых двух этапах, определяются физиологическими (анатомическими) особенностями слуховой системы человека и изучаются в рамках физиологической акустики. Особенности восприятия и анализа нервных импульсов мозга является предметом исследований в рамках психологической акустики, или психоакустики. Для человека также важна проблема генерации сложных звуков речи и пения. Особенности генерации таких звуков определяются строением речевого аппарата. Поэтому физиологическую акустику определяют как раздел акустики, объединяющий исследования особенностей восприятия и воспроизведения звуков культурно-слуховым аппаратом человека. Итоги исследований дают важную информацию как для медиков, в случае анализа дефектов слуха, так и для инженеров для создания технических средств и условий комфортного восприятия звуков человеком. В раздел физиологической акустики относят данные о предельных уровнях интенсивности волновых возмущений и их частотный диапазон, при которых у человека возникают слуховые ощущения.
Возмущения в воздухе, определяемые как звук, могут характеризоваться очень широким диапазоном частот и давлений. Однако далеко не все они воспринимаются человеческим ухом. На рисунке выделена та область частот и давлений, в которой человеческое ухо воспринимает звук. В этой области также выделены меньшие области частот и давлений, характерные для речевого общения и пения (англ. voice) и музыкальных произведений (англ. music). Построение границ этой области является результатом усреднения измерения для многих людей. Для каждого конкретного человека могут наблюдаться отклонения в определении области восприятия звуковых раздражений.
Нижняя граница области определяет для каждой частоты значение давления в звуковой волне, при котором возникает слуховое ощущение. Эта кривая определяет порог слышимости (англ. listening threshold). Возмущения, параметры которых относятся к области ниже этой кривой, человеческим ухом не слышны. Как видно, наиболее чувствительным для среднестатистического человека является область частот около 3000 Гц. Что касается частотного диапазона слышимости, то таким показателем для среднестатистического человека является полоса от 20 Гц до 20 000 Гц (20 кГц). Звуки с более низкой частотой (инфразвук) и с более высокой (ультразвук) не воспринимаются человеческим ухом как звук.
Верхний предел выделенной области определяет, по сути, максимально возможные амплитуды колебаний механической системы человеческого уха, которые она способна превращать в соответствующие нервные импульсы. Высокие значения амплитуд колебаний уже вызывают болевые ощущения, и поэтому эта кривая определяется как болевой порог (англ. pain threshold). Она значительно меньше изменяется с частотой, чем кривая порога слышимости.

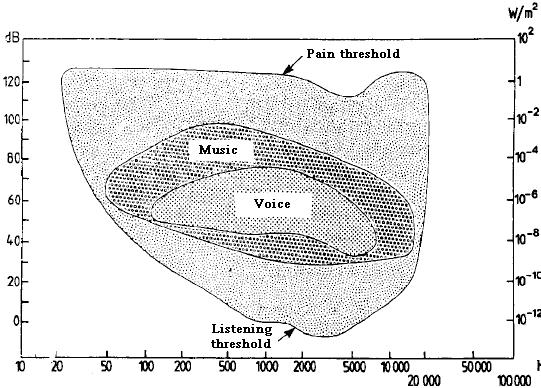
Область воспринимаемых человеческим ухом звуков на плоскости давление — частота. Выделены области характерных звуков. Ось справа показывает величину плотности потока энергии в звуковых волнах с соответствующим значением величины давления

Процесс восприятия звуков человеком не является процессом чисто механической регистрации раздражений слуховой системы. Значительную роль в восприятии звуков играет центральная нервная система. Две сходные с физической точки зрения последовательности звуков с различными частотными составляющими воспринимаются человеком по-разному, с выделением приятной (консонанс) и неприятной (диссонанс) последовательностей. Огромное значение для восприятия звуков человеком имеет «акустический» жизненный опыт, предпочтения и уровень культуры. С особенностями обработки в мозгу акустической информации связан эффект маскировки и расположения источника звука. Особенности восприятия музыкальных тонов и музыкальных произведений, в целом, изучаются в рамках музыкальной психологии. Определённые результаты таких исследований используются в методе музыкотерапии.

### Электроакустика
Электроакустика — раздел акустики, который связан с разработкой и созданием различных электрических устройств, которые предназначены для создания, регистрации, восприятия и хранения звуковой информации. Первые электроакустические приборы были созданы в последней четверти XIX века. В 1876 году был создан электромагнитный телефон, а в 1878 году — угольный микрофон. В дальнейшем, с использованием таких физических явлений как электростатическая и электромагнитная индукция, пьезоэффект, магнитострикция, термоэлектрический эффект, удалось создать широкую палитру приборов, позволяющих превращать звуковые колебания в электрические и наоборот, сохраняя все характеристики таких колебаний. Создание таких устройств обусловлено не только акустикой слышимого частотного диапазона. Такие устройства имеют широкое использование в гидроакустике, системах неразрушающего контроля, в акустических медицинских приборах, где используется очень широкий диапазон частот. Важным направлением современной электроакустики является создание акустических миниатюрных устройств в мобильных телефонах, проигрывателях и планшетных компьютерах.
После завершения Второй мировой войны началось бурное развитие электроакустики благодаря появлению технологии магнитной записи звука. Создание компьютера привело к внедрению цифровых технологий в процессы записи и воспроизведения звуков, особенно музыки. Появился новый вид музыки — компьютерная музыка. Электронная обработка музыкальных сигналов определила появление электронной музыки. Для любителей прослушивания музыки в домашних условиях существуют многочисленные предложения Hi-Fi и Hi-End техники, которая должна обеспечивать воспроизведение звука близко к его реальному звучанию при записи. Относительно эффективности затрат производителей и покупателей такой аппаратуры существуют определённые сомнения. Они объективно связаны с тем, что оценку качества звука нельзя провести в отрыве от учёта акустических свойств помещения, в котором происходит прослушивание. Качество звучания зависит даже от положения слушателя в комнате или зале.

### Гидроакустика
Термином «гидроакустика» определяются все акустические исследования, связанные с изучением особенностей генерации и распространения звуков в различных жидкостях, в особенности в воде, и практическое использование знаний об этих особенностях. Поскольку электромагнитные волны сильно затухают в солёной морской воде, акустические волны являются почти единственным средством дистанционного зондирования в морях и океанах. Это обстоятельство обусловило интенсивное развитие такого направления, как акустическая океанография. С точки зрения распространения звука, океаническая среда оказалась достаточно сложной. Прежде всего, в ней наблюдается изменение в достаточно широких пределах (пространственных и временных) таких физических параметров, как температура, давление, солёность, насыщенность газами. Значительное влияние на формирование звукового фона в океане могут давать живые организмы. Всё это влияет на характеристики звуковых полей. Поэтому важной составляющей гидроакустики является такая научная дисциплина, как акустика океана.

### Акустика в медицине

Ультразвуковое изображение плода в утробе матери

Знания из различных разделов акустики широко используются как для диагностических целей (УЗИ и др.), так и для организации терапевтических процедур. В этом случае используются звуковые сигналы в широком диапазоне частот. Значительное внимание в медицинской акустике уделяется также изучению воздействия на организм человека звуков и вибраций различной интенсивности.

### Архитектурная акустика
Несмотря на то, что история акустики достаточно богата примерами сооружений (особенно культовых храмов и открытых театров), которые славятся великолепными условиями для восприятия звуков человеком, формирование научной дисциплины, которая бы давала обоснованные систематические рекомендации для достижения таких звуковых качеств, произошло лишь в начале XX века. Это направление в акустике определяется как архитектурная акустика.
Качество восприятия звука в помещении в основном определяется такими факторами как размер, форма, акустические свойства поверхностей, уровень постороннего шума. Причём все эти параметры выбираются в зависимости от того, каков основной источник звука. Известный случай — Театр в Байройте — это специальный музыкальный театр для музыки определённого стиля композитора Р. Вагнера, построенный под его руководством. Сейчас в архитектурной акустике отработаны технологии, обеспечивающие достижение желаемых значений параметров, которые определяют акустическое качество помещения в соответствии с его назначением. В последнее время из-за широкого распространения домашних кинотеатров и роста качества акустических систем, доступных широкой общественности, в архитектурной акустике сформировался особый раздел — акустика квартирной комнаты. Значительный исторический интерес вызывают вопросы акустики древних культовых сооружений времён Киевской Руси. Проведённые оценки акустических характеристик Софийского собора в Киеве и Кирилловской церкви указывают на использование достижений византийской культуры при строительстве этих храмов.

### Музыкальная акустика
Музыкальная акустика является разделом акустики, в котором исследуется широкий круг вопросов музыки, физики музыкальных инструментов и особенностей восприятия музыки человеком. В этом последнем аспекте можно говорить о тесной связи музыкальной и психологической акустики, хотя в данном случае речь идёт о восприятии человеком особого — музыкального звука. Особенности таких звуков определяются тем, что музыка — это искусство организации вокальных, инструментальных звуков и их комбинации для достижения определённых эстетических и эмоциональных эффектов у слушателя. Постановка такой цели открывает широкие возможности для субъективных оценок музыкальных произведений. Содержание таких оценок определяется культурной атмосферой, в которой воспитывался слушатель, уровнем его индивидуальной культуры и присущее ему слуховое восприятие. Лишь незначительное количество людей от природы обладает так называемым абсолютным слухом, позволяющим точно определять высоту звука. Большинство людей имеют относительный музыкальный слух, в то же время у некоторых людей музыкальный слух отсутствует.
Музыкальная акустика формирует широкое поле междисциплинарных исследований для специалистов, изучающих проблемы генерации музыкальных звуков, передачи таких звуков от источника к слушателю и восприятия таких звуков слушателем. В исследованиях по музыкальной акустике участвуют специалисты по различным дисциплинам — физики, психологи, физиологи, оториноларингологи, инженеры-электрики, инженеры-механики, архитекторы и музыканты. Особое значение этого раздела акустики заключается в том, что при изучении проблем музыкальной акустики формируется «мост» между наукой и искусством.
Среди широкого круга проблем, исследуемых в музыкальной акустике, значительное внимание уделяется изучению физических процессов, которые позволяют извлекать нужные звуки различными музыкальными инструментами, и описанию акустических свойств музыкальных инструментов. Такие исследования объединены в специальном разделе музыкальной акустики, который называется физика музыкальных инструментов.
В случае описания восприятия звуков слушателем используют четыре свойства: высота звука, тембр, громкость и длительность. Во время физического анализа звуков устанавливается связь между этими качественными и количественными характеристиками звуков, используемых в акустике: частота, интенсивность, спектр, временной интервал.

### Экологическая акустика
Появление этого направления в современной акустике является примером изменений в этой науке, соответствующие изменениям условий существования человечества. Сам по себе большой интерес к проблемам экологии, то есть проблем взаимодействия человека с окружающей средой, является характерным признаком современности. Исследования по негативному влиянию таких акустических факторов, как шум и вибрации, ведутся в акустике и в медицине достаточно давно. Однако борьба с негативными последствиями такого влияния чаще всего представлялась проблемой отдельных профессиональных групп. Именно понимание того, что проблема существования в «акустически загрязнённом» мире становится общечеловеческой, способствовало появлению такого направления в экологии. В 1993 году была создана международная организация, Всемирный форум акустической экологии (англ. World Forum for Acoustic Ecology) который своей целью определил изучение научных, социальных и культурных аспектов влияния природной и созданной человеком звуковой среды. С 2000 года регулярно издаётся «Журнал акустической экологии» (англ. The Journal of Acoustic Ecology).

### Биоакустика
Кроме человека много других живых существ используют звуки для общения и оценки состояния окружающей среды. Изучением особенностей создания звуков живыми существами, восприятие ими звуков, характерных особенностей использованных звуков занимаются в таком разделе акустики, как биоакустика. Первые предположения об использовании звуковых сигналов в системе ориентации летучих мышей высказывались ещё в 1770 году. Однако инструментальное подтверждение использования ими ультразвука было сделано только в 1938 году. В начале пятидесятых годов XX века началось изучение звуков, издаваемых дельфинами. Эти исследования указали на использование ими звуков в диапазоне частот выше сотни килогерц. Наблюдение за живым миром позволяет сделать определённые обобщения, например, можно сказать, что малые по размеру существа используют высокочастотные звуки, а крупные — низкочастотные. Однако есть и исключения: довольно крупные морские животные — дельфины — пользуются высокочастотным ультразвуком. В целом свойства используемого звука определяются механизмом его создания. И эти разные механизмы изучаются в биологической акустике.

### Аэроакустика
Аэроакустика — это раздел акустики, в котором изучают механизмы возникновения и свойства звуков, создаваемых потоком воздуха или возмущениями в воздухе, порождёнными движением различных объектов в нём. Поток воздуха способен вызвать звук в том случае, когда в нём образуются и взаимодействуют определённого вида возмущения (турбулентные или вихревые образования), способные обеспечить передачу кинетической энергии потока в энергию звуковой волны. Процесс такой передачи достаточно сложен, поскольку движение частиц среды в потоке и в волне — это два принципиально разных движения. В первом случае, имеется перенос массы, то есть частицы существенно смещаются в пространстве. В случае распространения волны происходит только перенос состояния — частицы среды осуществляют лишь колебания вблизи положения устойчивого равновесия.

### Ультразвук
Ультразвук определяют как звуковые волны в газах, жидкостях и твёрдых телах, спектр которых содержит составляющие с частотами выше 20 кГц (они не вызывают слуховых ощущений у людей). Выделение исследований звуковых волн такого диапазона частот в отдельный раздел акустики обусловлено, прежде всего, чрезвычайно широким использованием ультразвука для решения технологических задач.

### Нелинейная акустика
Для описания основных математических моделей акустики идеальной сжимаемой жидкости было представлено линейное уравнение (1). Для получения этого уравнения сделаны два принципиальных предположения. Первое из них, кинематическое предположение, базировалось на наблюдениях, указывающих на малость скоростей движения точек среды по сравнению со скоростью звука (акустическое число Маха). Это действительно так, поскольку даже для интенсивностей звука, соответствующих болевому порогу слуховой системы человека, число Mаха очень мало по сравнению с единицей ({\displaystyle M} = 0,0014). Тогда в уравнениях движения можно пренебречь определёнными малыми слагаемыми.
Второе сделанное предположение было связано с линейностью уравнения состояния:
{\displaystyle p=\chi s.}
Для многих случаев такое предположение оказалось допустимым, и в рамках линейной модели получено решение огромного количества задач акустики. Однако экспериментальные исследования показали, что при определённых условиях наблюдаются расхождения между экспериментальными данными и результатами расчётов. Часто эти разногласия можно устранить, если уравнение состояния идеальной жидкости принять в виде
{\displaystyle p=As+{\frac {1}{2}}Bs^{2}.}
Здесь введены обозначения, которые традиционно используются в литературе по нелинейной акустике, а соотношение между {\displaystyle A} и {\displaystyle B} определяет степень нелинейности акустической среды. В качестве примера можно указать, что для двухатомных газов {\displaystyle B/A=0{,}4}, а для дистиллированной воды {\displaystyle B/A=5{,}0}. Значение этого соотношения важно для обработки результатов ультразвукового зондирования человеческих органов. Эти значения для различных веществ и тканей человеческих органов табулированы в ряде справочных изданий.
Вследствие нелинейности в волновых движениях проявляются такие эффекты, как акустическая левитация, радиационное звуковое давление, акустические течения. С использованием нелинейных эффектов создаются параметрические антенны и приёмники в гидроакустике. Во время ультразвукового обследования внутренних органов учёт нелинейности даёт возможность повысить уровень контрастности акустических изображений. Проявлением эффекта нелинейности будут явления формирования волн цунами и разрушения волн при приближении к берегу.

### Геоакустика
Геоакустика — раздел акустики, связанный с изучением свойств инфразвуковых, звуковых и ультразвуковых волн в земной коре, гидросфере и атмосфере. Этот раздел акустики является составляющей такой общей дисциплины в науках о земле, как геофизика. Поскольку акустика атмосферы и акустика океана выделились в отдельные подразделы, термином геоакустика определяют только область, связанную с изучением волн в земной коре и более глубоких оболочках Земли. Источником таких звуков могут быть как природные явления (землетрясения, оползни, извержения вулканов, падения метеоритов и так далее), так и специальные вибрационные устройства и разного рода взрывы. В обоих случаях определение характеристик упругих волн в недрах Земли вызывает большой интерес. Волны, создаваемые землетрясениями, несут важную информацию о строении земной коры, мантии и ядра и о деформационных процессах, происходящих в них на недоступных для непосредственного наблюдения глубинах. Именно это обстоятельство позволило в своё время эффективно фиксировать факты проведения подземных ядерных взрывов.

### Другие разделы акустики
- Геометрическая акустика — раздел акустики, предметом изучения которого являются законы распространения звука в приближении очень малой длины волны. В основе лежит представление о том, что звуковые лучи — это линии, касательные к которым совпадают с направлением распространения энергии акустических колебаний.
- Строительная акустика — защита от шума зданий, промышленных предприятий (расчёт конструкций и сооружений, выбор материалов и т. д.).
- Акустика транспорта — анализ шумов, разработка методов и средств звукопоглощения и звукоизоляции в различных видах транспорта (самолётах, поездах, автомобилях и др.).
- Ультразвуковая акустика — теория ультразвука, создание ультразвуковой аппаратуры, в том числе ультразвуковых преобразователей для промышленного применения в гидроакустике, измерительной технике и др.
- Квантовая акустика (акустоэлектроника) — теория гиперзвука, создание фильтров на поверхностных акустических волнах.
- Акустика речи — теория и синтез речи, выделение речи на фоне шумов, автоматическое распознавание речи и т. д.
- Цифровая акустика — связана с созданием микропроцессорной (аудиопроцессорной) и компьютерной техники.

Интересными направлениями исследования в акустике на макроскопическом уровне являются:
- распространение звука в движущихся средах;
- рассеяние звука на неоднородностях среды и распространение звука в неупорядоченных средах;
- характер макроскопических течений в поле звуковой волны (акустические течения);
- поведение вещества в поле сильной ультразвуковой волны, кавитационные явления.

На микроскопическом уровне упругое колебание среды описывается фононами — коллективными колебаниями атомов или ионов. В металлах и полупроводниках такие колебания ионов приводят и к колебаниям электронной жидкости, то есть, на макроскопическом уровне, звук может порождать электрический ток. Подраздел акустики, изучающий такие явления и возможности их использования, называется акустоэлектроникой.
Другое близкое по духу направление исследования — акустооптика, то есть изучение взаимодействия звуковых и световых волн в среде, в частности, дифракция света на ультразвуке.